# Sabucedo (Porquera)
Sabucedo (llamada oficialmente San Salvador de Sabucedo) es una parroquia del municipio español de Porquera, en la provincia de Orense, Galicia.

## Organización territorial
La parroquia está formada por trece entidades de población:

### Entidades de población
Entidades de población que forman parte de la parroquia:
- Airavella
- Brujueira (Breixoeira)(Bruxueira)
- Eido de Lamas (Eido das Lamas)
- Eido de Ribeira (Eido da Ribeira)
- Filgueira (A Filgueira)
- Gándara (A Gándara)
- Lagoa (A Lagoa)
- Martices
- Peninnovo (Penín Novo)
- Quintas (As Quintas)
- Rial (O Rial)
- Tojal (O Toxal)(Toxal)

### Despoblado
Despoblado que forma parte de la parroquia:
- Agro (O Agro)

## Demografía
| Gráfica de evolución demográfica de Sabudeco entre 2000 y 2023 |
|                                                                |
| Datos según el nomenclátor publicado por el INE.               |